# Joy Nilo
Joy Nilo (Filipinas, 11 de enero de 1970) es un cantante y compositor filipino, el principal especialista de la música coral de a cappella. Después de pertenecer a la orquesta, trabajó en la gama tradicional de ritmo moderno y contemporáneo, en lo étnico electrónico. También es pianista, cantante, un maestro y educador de la música. Entre sus composiciones considerado el como sagrado son Amami, una fusión de 6 himnos basados en Prayer del señor, es un favorito entre los coros del renombre internacional, y así qsobre la música litúrgica tal como O Magnum Myterium, Agtalnaca, Denggem Apo Isalacannacam y Umawit Kayo Sa Panginoon.